# تلمبة سركار أقا دو (مشيز بردسير)
تلمبة سركار أقا دو (بالإنجليزية: Tolombeh-ye Sarkar Aqa-ye Do)‏ هي مستوطنة تقع في إيران في كرمان. يقدر عدد سكانها بـ 14 نسمة .